# Багдадський злодій (фільм, 1940)
«Багдадський злодій» (англ. The Thief of Bagdad) — англійський кінофільм, знятий у 1940 році за мотивами казок «1001 ночі» режисерами Людвігом Бергером, Майклом Пауеллом і Тімом Віланом. Продюсером стрічки виступив Александр Корда. Фільм став другою екранізацією відомого сюжету після стрічки «Багдадський злодій» 1924 року з Дугласом Фербенксом у головній ролі.
Фільм мав значний успіх у глядачів і був відзначений премією «Оскар» у трьох номінаціях (операторська робота, робота художника і спецефекти) .

## Сюжет
Злий візир-чарівник Джафар (Конрад Фейдт) замислив усунути доброго багдадського короля Ахмада (Джон Джастін) і самому зайняти його престол. З цією метою він підмовляє короля переодягнутися жебракам і повештатися Багдадом, як любив робити його дід, халіф Гарун Аль-Рашид. Потім він велить заарештувати і стратити Ахмада як самозванця, що видає себе за короля.
У в'язниці, в очікуванні страти, Ахмад зустрічає хлопчика-злодюжку Абу (Сабу), який організовує їх втечу. Друзі прямують до Басри, де Ахмад завойовує любов принцеси (Джун Дюпре). Несподівано до Басри приїжджає Джафар, який також претендує на руку принцеси. Він дарує її батькові (Майлс Моллесон), аматорові і колекціонерові механічних іграшок, чарівного летючого коня, і натомість отримує згоду на свій шлюб з принцесою. Зустрівши Ахмада, він чаклунством засліплює його, а Абу перетворює на собаку. При цьому він говорить, що чаклунство припиниться лише тоді, коли принцеса буде в його, Джафара, обіймах.
Принцеса ховається від чаклуна, попливши на кораблі, але незабаром захоплена піратами і продана в рабство, як з'ясовується — Джафару. Але вона впала в глибокий сон, з якого її може вивести лише Ахмад. Джафар організовує зустріч закоханих, а після пробудження відвозить принцесу на кораблі до себе в Багдад. Щоб зняти заклинання, вона погоджується на його обійми. Прозрівши, Ахмад намагається, разом з Абу, відігнати корабель, але Джафар викликає шторм, що призводить до корабельної аварії. Хвилі викидають друзів на різні острови.
Вештаючись по своєму острову, Абу знаходить пляшку, з якої виходить величезний джин (Рекс Інґрем). За багатовікове перебування в пляшці він став жорстоким і намагається убити Абу, але хитромудрий злодій знаходить спосіб заманити його назад у пляшку. Джин присягається не завдавати йому шкоди і обіцяє за свободу виконати три бажання. Вгамувавши голод (перше бажання), Абу хоче знати, де Ахмад. Джин відповідає, що для цього потрібно мати самоцвіт, Всевидюще Око, яке знаходиться в храмі на найвищій горі світу. На плечі́ джина Абу здійснює політ до цієї гори, вбиває жахливого павука-вартового і заволодіває Оком.
З'ясувавши місце розташування Ахмада, джин доставляє туди Абу, і друзі знову разом. Друге бажання виконане.
Всевидюще Око показує Ахмаду, що Джафар, не в змозі завоювати серце принцеси, тож вирішив вдатися до чаклунства. Він повертається з нею до Басри, вбиває її батька, а їй самій вручає Синю троянду забуття, після чого вона забуває минуле. Абу необережно виказує бажання, щоб Ахмад був там і повернув принцесі пам'ять про її кохання. Джин виконує це бажання і з тріумфальним криком «Вільний»! зникає, залишаючи Абу на острові.
Слуги Джафара беруть в полон Ахмада і кидають його до в'язниці. Принцеса, до якої повернулася пам'ять, приєднується до нього. На ранок призначено їх страту. Абу бачить усе це в самоцвіті, у відчаї розбиває Всевидюще Око і тут же потрапляє до казкової країни. Абу краде (останній раз в житті, як він обіцяє) у короля казкової країни килим-самоліт і з чарівним самострілом в руках рушає на допомогу Ахмаду.
Він устигає якраз на момент страти, вбиває ката і звільняє закоханих. Народ Басри повстає проти тирана. Джафар намагається на летючому коні втекти, але стріла Абу знаходить свою ціль.
Ахмад повертається на престол. Він збирається віддати Абу до школи і з часом зробити з нього мудрого візира. Наляканий цією перспективою, Абу сідає на килим-самоліт і вирушає на пошуки нових пригод.

## В ролях

Джин (Рекс Інґрем)

| Актор(ка)      |   | Роль                   |
| -------------- | - | ---------------------- |
| Конрад Фейдт   | • | візир Джафар           |
| Сабу           | • | Абу                    |
| Джон Джастін   | • | Ахмад                  |
| Джун Дюпре     | • | принцеса               |
| Рекс Інґрем    | • | джин                   |
| Майлз Моллесон | • | султан Басри           |
| Мортон Селтен  | • | король казкової країни |
| Мері Морріс    | • | Халіма                 |
| Брюс Вінстон   | • | торговець              |
| Гай Петрі      | • | астролог               |
| Аделаїда Галл  | • | співачка               |
| Рой Емертон    | • | тюремник               |

## Нагороди і номінації
| Рік  | Нагорода     | Категорія                    | Номінант                   | Результат |
| ---- | ------------ | ---------------------------- | -------------------------- | --------- |
| 1941 | Премія Оскар | Найкраща операторська робота | Жорж Періналь              | Перемога  |
| 1941 | Премія Оскар | Найкраща робота художника    | Вінсент Корда              | Перемога  |
| 1941 | Премія Оскар | Найкращі візуальні ефекти    | Лоуренс Батлер, Джек Вітні | Перемога  |
| 1941 | Премія Оскар | Найкращий композитор         | Міклош Рожа                | Номінація |

## Історія
«Багдадський злодій» почав зніматися у Великій Британії, але після початку війни зйомки було перенесено до Каліфорнії. Епізоди з викраденням Всевидющого Ока знімалися у Великому Каньйоні. Спочатку Корда планував на роль принцеси Вів'єн Лі, але та відмовилася і поїхала до Голлівуду. Коли Корда прибув до Каліфорнії, замінювати виконавицю не стали. Вів'єн Лі з успіхом знялася в наступному фільмі режисера — «Леді Гамільтон» (1941).
Фільми «Багдадський злодій», «Леді Гамільтон» і «Книга джунглів» Корда в роки війни подарував Радянському Союзу на знак вдячності за його внесок у боротьбу з нацизмом.
«Багдадський злодій» став одним з перших фільмів, при створенні яких використовувалася технологія хромакей (зокрема, застосовувалася при зйомках сцени появи джина), розроблена на початку 1930-х років Лінвудом Данном (англ. Linwood Dunn), що працював у компанії RKO Pictures. В ході створення фільму Ларрі Батлер (англ. Larry Butler), що був відповідальним за створення новаторських для того часу спецефектів, істотно її удосконалив і згодом був нагороджений «Оскаром» за найкращі візуальні ефекти.